# Autolesionismo
L'autolesionismo, o auto-danno intenzionale, è un atto che implica il procurare, consciamente o meno, danni rivolti alla propria persona, sia in senso fisico sia in senso astratto. Il termine "autolesionismo" deriva dal pronome greco αὐτός, che ha valore enfatico o riflessivo, e dal verbo latino laedo (danneggiare), letteralmente "danneggiare se stessi". L'atto più comune con cui si presenta l'autolesionismo è il taglio superficiale alla pelle ma esso comprende anche il bruciarsi, infliggersi graffi, colpire una o più parti del corpo, mordersi, tirarsi i capelli e l'ingestione di sostanze tossiche od oggetti. Di solito i comportamenti associati all'abuso di sostanze e disturbi alimentari non sono considerati veri e propri atti di autolesionismo poiché il danno ai tessuti che ne risulta è collaterale e non volontario. Tuttavia possono esserci dei comportamenti non direttamente collegati con l'autolesionismo, ma che risultano tali poiché hanno l'intenzione di causare danni diretti ai tessuti.
Il suicidio spesso non è il fine dell'autolesionismo, ma il rapporto tra suicidio e autolesionismo è piuttosto complesso poiché, talvolta, un comportamento autolesionista può essere pericoloso per la vita. Vi è comunque un aumento del rischio di suicidio negli individui che praticano l'autolesionismo; infatti se ne trovano segni evidenti nel 40-60% dei suicidi. Bisogna però tenere presente che collegare l'autolesionista con un potenziale suicida è nella maggior parte dei casi inesatto.
Durante l'infanzia l'autolesionismo è piuttosto raro anche se dal 1980 i casi sono aumentati. Esso è anche indicato dal Manuale diagnostico e statistico dei disturbi mentali (DSM-IV-TR) come un sintomo del disturbo di personalità borderline. Inoltre esso si manifesta anche in soggetti che soffrono di depressione, disturbi d'ansia, abuso di sostanze, disturbo post traumatico da stress, schizofrenia e disturbi alimentari. L'autolesionismo è più comune durante l'adolescenza o la tarda adolescenza; di solito appare tra i 12 e 24 anni. Ma esso si può verificare a qualunque età, anche in soggetti anziani; in questo caso però l'autolesionismo è molto più pericoloso. Il fenomeno non riguarda solo gli esseri umani ma anche animali come uccelli e scimmie.
Negli adolescenti di età compresa tra i 12 e i 16 anni si riscontrano spesso forme di autolesionismo, solitamente praticato con tagli o bruciature sulle braccia, le cui cicatrici vengono coperte con bracciali o bandane.

## Storia

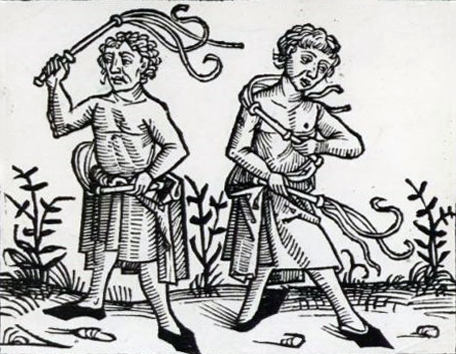
Flagellanti praticano l'autofustigazione ai tempi della peste

Il termine automutilazione (self-mutilation) è comparso per la prima volta con gli studi di L.E. Emerson nel 1913 in cui si evidenzia che l'autolesionismo è una simbolica alternativa alla masturbazione. Il termine ricompare anche nell'articolo nel 1935 e nel libro nel 1938 di Karl Menninger dove egli perfeziona le proprie definizioni concettuali di automutilazione. Il suo studio sull'autodistruzione ha fatto una distinzione tra comportamenti suicidi e di automutilazione. Secondo Menninger l'automutilazione era espressione non letale di un desiderio di morte attenuato e quindi coniò il termine suicidio parziale. Egli individuò sei tipi di mutilazione:
1. Nevrotico (mangiarsi le unghie, sottoporsi a inutili operazioni chirurgiche, depilazione eccessiva)
2. Pratiche religiose auto-flagellanti e altre
3. Riti praticati durante la pubertà (rimozione dell'imene, circoncisione, modificazione della clitoride)
4. Psicotico (amputazioni estreme, rimozione dell'occhio o dell'orecchio, automutilazione dei genitali)
5. Malattie organiche del cervello (sbattere la testa continuamente, mordersi la mano, rompersi un dito)
6. Comuni (rasatura della barba, tagliare capelli o unghie).[18]

Nel 1969 Pao fece una differenziazione tra coloro che tagliano in modo "leggero" (bassa letalità) e coloro che tagliano in modo "grossolano" (alta letalità). Quelli che tagliano in modo attento sono giovani; generalmente producono tagli superficiali e soffrono di personalità borderline. Quelli che invece tagliano in modo meno preciso sono gli anziani e spesso soffrono di problemi psichici. Nel 1979 Ross e McKay divisero le automutilazioni in nove possibili gruppi: tagli, morsi, abrasioni, recisioni, inserimento di corpi estranei, bruciature, ingestione o inalazione, colpi e costrizioni. Dopo il 1970 l'attenzione circa l'autolesionismo fu spostata dagli impulsi psicosessuali del paziente scoperti da Freud. Nel 1988 Walsh e Rosen crearono quattro categorie numerate secondo i numeri romani definendo forme di automutilazione le righe II, III, IV:
| Classificazione | Esempio di comportamento | Grado di danni fisici     | Stato psicologico        | Accettabilità sociale                                      |
| --------------- | --- | ------------------------- | ------------------------ | ---------------------------------------------------------- |
| I               | Piercing all'orecchio, mangiarsi le unghie, piccoli tatuaggi, chirurgia estetica (non è considerata autolesionismo dalla maggior parte della popolazione) | Dal superficiale al lieve | Benigno                  | Per lo più accettato                                       |
| II              | Piercing, cicatrici da lama, gruppo rituale di cicatrici                                                                                                  | Da lieve a moderato       | Da benigno ad allarmante | Accettato da civiltà                                       |
| III             | Tagli sul polso o corpo, bruciature da sigaretta, escoriazioni                                                                                            | Da lieve a moderato       | Crisi psicologiche       | Accettato da alcune etnie e non dalla popolazione generale |
| IV              | Autocastrazione, asportazione chirurgica, amputazione | Grave                     | Scompenso psichico       | Inaccettabile                                              |

Nel 1993 Favazza e Rosenthal analizzarono centinaia di studi e divisero le automutilazioni in due categorie: automutilazioni stabilite culturalmente e automutilazioni patologiche. Favazza ha anche creato due sotto categorie delle automutilazioni stabilite prima: rituali e pratiche. I rituali sono mutilazioni ripetute di generazione in generazione che riflettono le tradizioni, il simbolismo e le credenze di una società. Le pratiche invece sono storicamente passeggere ed estetiche come il piercing su lobi delle orecchie, naso, sopracciglia, così come la circoncisione maschile (per i non ebrei) mentre le automutilazioni patologiche sono l'equivalente dell'autolesionismo.

## Epidemiologia
nessun dato
     meno di 80
     80–160
     160–240
     240–320
     320–400
     400–480
     480–560
     560–640
     640–720
     720–800
     800–850
     più di 850
     3–23
     24–32
     33–49
     50–61
     62–76
     77–95
     96–121
     122–146
     147–193
     194–395

La mappa mondiale mostra gli anni di vita persi (DALY), per le ferite autoinflitte per 100 000 abitanti nel 2004.
nessun dato
meno di 80
80–160
160–240
240–320
320–400
400–480
480–560
560–640
640–720
720–800
800–850
più di 850

Morti da autotolesionismo per milione di persone nel 2012
3–23
24–32
33–49
50–61
62–76
77–95
96–121
122–146
147–193
194–395

È difficile trovare delle statistiche sicure e precise riguardo l'autolesionismo poiché la maggior parte delle persone tende a nascondere le proprie ferite e a vergognarsene. I dati si basano sui ricoveri ospedalieri, sugli studi psichiatrici e su alcune indagini sulla popolazione. Circa il 10% dei ricoveri nei reparti di medicina in Inghilterra sono dovuti all'autolesionismo; nella maggior parte dei casi a causa di un eccessivo abuso di sostanze (overdose). Tuttavia gli studi basati solo sui ricoveri ospedalieri potrebbero nascondere il grande numero di adolescenti autolesionisti perché non hanno bisogno e non cercano cure mediche. Infatti molti autolesionisti che si presentano in un ospedale qualsiasi presentano vecchie ferite che non sono state curate.
I migliori studi attuali indicano che i casi di autolesionismo sono molto diffusi tra i giovani dai 12 ai 24 anni; mentre si sono verificati pochissimi incidenti di autolesionismo tra bambini di età compresa tra i 5 e 7 anni. Nel 2008, Affinity Healthcare ha suggerito che i casi di autolesionismo tra giovani potrebbe essere alto come il 33%. Uno studio americano effettuato tra studenti universitari ha evidenziato che il 9,8% di loro, almeno una volta nella loro vita, ha avuto esperienze autolesioniste come tagli superficiali e bruciature. Quando parlando di autolesionismo ci si riferiva anche al battere la testa contro qualcosa o graffiare sé stessi la percentuale è salita al 32%. Questo dimostra che l'autolesionismo non è proprio di individui affetti da disturbi psichiatrici ma anche tra persone comuni, come giovani studenti. In Irlanda, invece, uno studio ha dimostrato che le persone autolesioniste vivono per lo più in città che in campagna. Inoltre, il CASE (Child & Adolescent Self-harm in Europe) ha evidenziato che il rischio di autolesionismo è 1:7 per le donne e 1:25 per gli uomini.

### Differenze di genere
In generale, l'ultima ricerca aggregata non ha riscontrato differenze nella prevalenza di autolesionismo tra uomini e donne. Tuttavia, ciò appare in contrasto rispetto agli studi fatti in passato in cui si era evidenziato che nelle femmine le esperienze di autolesionismo erano fino a quattro volte più frequenti rispetto ai maschi. A fronte di ciò è necessaria una certa cautela nel vedere l'autolesionismo come un problema maggiore per le donne, dal momento che i maschi possono intraprendere atti, classificabili come autolesionistici, in diverse forme (ad esempio, colpendo sé stessi) che potrebbero essere più facilmente nascosti o spiegati come il risultato di circostanze diverse. Quindi, rimangono opinioni ampiamente contrastanti sul fatto che la differenza di genere sia un fenomeno reale, o semplicemente la difficoltà e la parzialità nella raccolta di dati.
Lo studio multicentrico WHO/EURO sul suicidio, istituito nel 1989, ha dimostrato che, per ciascun gruppo di età, il tasso di autolesionismo femminile supera quello dei maschi, con il picco nella fascia tra i 13 e i 24 anni per le donne e tra i 12 e i 34 per gli uomini. Tuttavia, questa discrepanza è nota per variare in modo significativo a seconda della popolazione e dei criteri metodologici, coerenti con ampie incertezze nel raccogliere e interpretare i dati relativi ai tassi di autolesionismo in generale. Tali problemi sono stati talvolta oggetto di critiche nel contesto di una più ampia interpretazione psicosociale. Ad esempio, l'autrice femminista Barbara Brickman ha ipotizzato che le differenze di genere nei tassi di autolesionismo siano dovute a errori metodologici e campionatori deliberatamente socializzati, al fine di patologizzare il genere femminile.
Questa discrepanza di genere appare spesso distorta in popolazioni specifiche dove i tassi di autolesionismo sono eccessivamente alti, il che può avere implicazioni sul significato e sull'interpretazione di fattori psicosociali diversi dal genere. Uno studio nel 2003 ha riscontrato una prevalenza estremamente elevata di autolesionismo tra 428 senzatetto e tra i ragazzi scappati di casa (età 16-19 anni) con il 72% degli uomini e il 66% delle donne in cui si è riscontrata una storia di autolesionismo. Tuttavia, nel 2008, uno studio effettuato sui giovani e sull'autolesionismo ha riscontrato il divario di genere allargarsi nella direzione opposta, con il 32% delle adolescenti donne e il 22% dei giovani maschi che ammettono episodi di questo tipo. Gli studi indicano anche che i maschi che si autolesionano possono anche essere maggiormente a rischio di suicidio.
Non sembra esserci differenza nella motivazione dell'autolesionismo tra i maschi e femmine adolescenti. Ad esempio, per entrambi i sessi vi è un aumento incrementale di autolesionismo intenzionale associato a un aumento del consumo di sigarette, droghe e alcol. Fattori scatenanti come una bassa autostima e amici e familiari che si autolesionano sono anche comuni tra maschi e femmine. Uno studio limitato ha rilevato che, tra gli adolescenti che praticano l'autolesionismo, entrambi i sessi hanno altrettante probabilità di usare il metodo del taglio della pelle. Tuttavia, le donne che si tagliano hanno più probabilità dei maschi di raccontare la loro azione dicendo che volevano punire sé stesse. In Nuova Zelanda, risultano più donne ricoverate in ospedale per autolesionismo intenzionale rispetto ai maschi. Le femmine scelgono più comunemente metodi come l'auto-avvelenamento in quantità che generalmente non risultino fatali, ma comunque abbastanza gravi da richiedere l'ospedalizzazione.

### Negli anziani
In uno studio effettuato presso un ospedale distrettuale del Regno Unito, il 5,4% di tutti i casi di autolesionismo riscontrati riguardavano pazienti di età pari o superiore a 65 anni. Il rapporto tra maschi e femmine era di 2:3, sebbene i tassi di autolesionismo per i maschi e le femmine di quell'età rispetto alla popolazione locale era identica. Oltre il 90% accusava anche aveva condizioni depressive e il 63% soffriva di una malattia fisica significativa. Meno del 10% dei pazienti aveva riportato una storia di autolesionismo, mentre sia la percentuale di ripetizione sia quella di suicidio erano molto basse, il che potrebbe essere spiegato dall'assenza di fattori noti per essere associati alla ripetizione, come il disturbo della personalità e l'abuso di alcool. Tuttavia, la guida NICE sull'autolesionismo nel Regno Unito suggerisce che le persone anziane che si autolesionano corrono un rischio maggiore di suicidarsi, con 1 persona anziana su 5 che si autolesiona allo scopo di porre fine alla propria vita. Uno studio completo compiuto in Irlanda ha dimostrato che gli adulti irlandesi più anziani avevano alti tassi di autolesionismo intenzionale, ma tassi di suicidio relativamente bassi.

### Nel mondo in via di sviluppo
Solo di recente i tentativi di migliorare la salute nei Paesi in via di sviluppo si sono concentrati sulla salute mentale e non solo sulle malattie fisiche. Nonostante gli studi siano ancora molto limitati, l'autolesionismo deliberato appare frequente anche in questi Paesi. Ad esempio un caso studio importante è stato effettuato nello Sri Lanka, un Paese che mostra un'alta incidenza di suicidi e avvelenamenti auto inflitti con pesticidi agricoli o veleni naturali. Molte persone hanno ammesso deliberatamente autoavvelenamenti durante uno studio di Eddleston et al.: essi erano giovani e pochi esprimevano comunque il desiderio di morire.
Alcune delle cause dell'auto-avvelenamento deliberato negli adolescenti dello Sri Lanka includevano un evento luttuoso o una dura disciplina imposta dai genitori. Meccanismi di coping si stanno diffondendo nelle comunità locali in cui le persone sono circondate da altre che in precedenza si sono deliberatamente fatte del male o hanno tentato il suicidio. Un modo per ridurre l'autolesionismo sarebbe limitare l'accesso ai veleni; tuttavia molti casi riguardano pesticidi o semi di oleandri gialli e la riduzione dell'accesso a queste sostanze sarebbe difficile. Un grande potenziale per la riduzione dell'autolesionismo risiede nell'educazione e nella prevenzione, ma le limitate risorse disponibili nel mondo in via di sviluppo rendono questi metodi di difficile attuazione.

### Nei carcerati
L'autolesionismo deliberato è particolarmente diffuso nella popolazione carceraria. Una spiegazione proposta per questo è che le carceri sono spesso luoghi violenti, e i detenuti che desiderano evitare scontri fisici possono ricorrere all'autolesionismo come uno stratagemma, sia per convincere gli altri prigionieri che sono pericolosamente pazzi e resistenti al dolore sia per ottenere protezione da parte delle autorità. Tuttavia l'autolesionismo si verifica frequentemente anche nei detenuti che vengono messi in isolamento.

## Classificazione
I termini autolesionismo, violenza autoinflitta, autolesionismo non suicidario o comportamento autoaggressivo (SIB), sono tutti termini per descrivere una condizione comportamentale in cui un soggetto si autoinfligge un danno fisico dimostrabile. Da tale comportamento deriva un danno tissutale deliberato che di solito viene eseguito senza intenti suicidari. La forma più comune consiste nel tagliarsi la cute con un oggetto affilato, come ad esempio un coltello o una lama di rasoio. Talvolta può venire utilizzato il termine "automutilazione", anche se questa frase evoca connotazioni che alcuni ritengono preoccupanti, inaccurate o offensive. "Ferite autoinflitte" è un termine specifico usato per indicare le ferite non letali auto inflittesi dai soldati al fine di ottenere l'allontanamento anticipato dal fronte. Ciò differisce dalla comune definizione di autolesionismo, poiché il danno è inflitto per uno scopo secondario specifico. Una definizione più ampia di autolesionismo potrebbe includere anche coloro che infliggono danni ai loro corpi attraverso un'alimentazione disordinata.
La letteratura più antica ha usato termini diversi. Per questo motivo la ricerca negli ultimi decenni si è incentrata incoerentemente sul comportamento autolesionista senza e con intenti suicidari (compresi i tentativi di suicidio) con definizioni diverse che portano a risultati incoerenti e non chiari.
L'autolesionismo non suicida è stato elencato come disturbo nel DSM-5 sotto la categoria "Condizioni per ulteriori studi". Si noti che questa proposta di criteri diagnostici per una diagnosi futura non è una diagnosi ufficialmente approvata e non può essere utilizzata per uso clinico, ma è intesa solo a scopo di ricerca. Il disturbo è definito come lesione volontaria autoinflitta senza l'intenzione di suicidarsi. I criteri per la sua identificazione comprendono cinque o più giorni in cui si sono verificati episodi di danno autoinflitto nel corso di un anno, senza intenti suicidari e il paziente deve essere stato motivato dalla ricerca di sollievo da uno stato negativo, risolvendo una difficoltà interpersonale o raggiungendo uno stato positivo.
Una credenza comune riguardo l'autolesionismo è che si tratta di un comportamento tipico di chi cerca attenzione; tuttavia, in molti casi, ciò non corrisponde pienamente alla realtà. Molti autolesionisti sono consapevoli delle loro ferite e cicatrici e si sentono in colpa per il loro comportamento, portandoli a fare di tutto per nascondere agli altri ciò che hanno fatto. Possono offrire spiegazioni alternative per le loro ferite o nascondere le loro cicatrici con i vestiti. L'autolesionismo in tali individui non può essere associato a comportamenti suicidari o para-suicidari. Le persone che si autolesionano di solito non cercano di porre fine alla propria vita; è stato invece suggerito che stanno usando l'autolesionismo come meccanismo di coping per alleviare il dolore o il disagio emotivo o come tentativo di comunicare angoscia.
Gli studi su individui con disabilità dello sviluppo (come la disabilità intellettiva) hanno dimostrato che l'autolesionismo dipende da fattori ambientali, come ottenere l'attenzione o fuggire dalle richieste. Alcuni individui possono avere dissociazioni che nutrono il desiderio di sentirsi reali o di adattarsi alle regole della società.

## Segni e sintomi

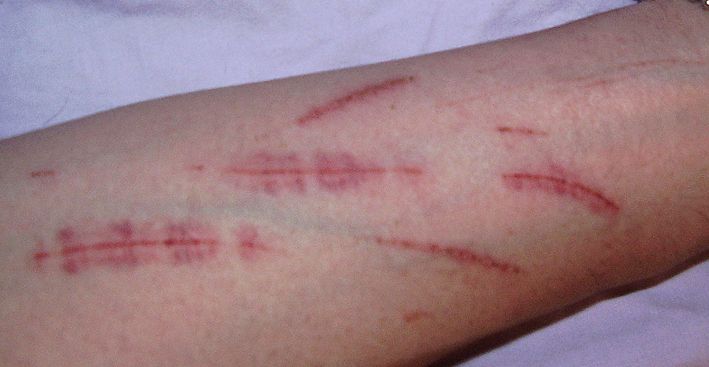
Esempio di autolesionismo mediante tagli dell'avambraccio

Nel 70% dei casi l'autolesionismo si presenta con il tagliare la pelle con un oggetto affilato (come lamette). Tuttavia i modi con cui può essere effettuato sono limitati solo dall'inventiva dell'individuo e dalla reale intenzione e volontà di danneggiare il proprio corpo; per questo possiamo trovare anche casi di autolesionismo che si presentano con abuso di alcool, droghe, anoressia, bulimia. Di solito i tagli si presentano su aree del corpo che possono essere facilmente nascoste e/o non visibili dagli altri. L'autolesionismo può essere definito in termini di danneggiamento del proprio corpo ma sarebbe più corretto definirlo in termini di scopo per affrontare un problema, un'angoscia emotiva. Né DSM-IV-TR, né l'ICD-10 forniscono dei precisi criteri per diagnosticare l'autolesionismo: si è visto che l'autolesionismo è spesso un sintomo di un disturbo sottostante. Tuttavia recentemente (nel 2010) è stata formalmente mossa la proposta di includere l'autolesionismo come diagnosi distinta nella quinta edizione del Manuale diagnostico e statistico dei disturbi mentali (DSM-5). È difficile uscirne e colpisce molto spesso gli adolescenti fin dalla giovane età.
Frequenti fattori di autolesionismo sono il distress emotivo, l'abuso fisico e sessuale, favoriti da un contesto di isolamento sociale e inespressività delle emozioni interiori che a loro volta rinviano al disturbo noto come alessitimia. Il dolore procura un sollievo temporaneo che aiuta l'autolesionista nel prevenire atti più gravi e irreparabili che possono talora arrivare fino al suicidio.

## Cause

### Disturbi mentali
Anche se di solito chi pratica l'autolesionismo non soffre di disturbi mentali, è stato dimostrato che gli individui che hanno sperimentato problemi di salute mentale sono più portati a praticarlo. Le malattie che più comportano ciò sono disturbo della personalità borderline, disturbo bipolare, depressione, fobie, disturbi comportamentali e anche la schizofrenia. Per quanto riguarda gli schizofrenici (soprattutto nei soggetti giovani) essi hanno un alto rischio di suicidio. Accanto a questi disturbi si trova anche l'abuso di sostanze e spesso anche la tendenza a non saper risolvere i propri problemi e l'impulsività. L'autolesionismo si può manifestare negli individui che soffrono della sindrome di Münchhausen; essi si sottopongono a continui esami e perfino a indagini invasive. Nella psicoanalisi classica freudiana l'autolesionismo psichico è ricondotto alla cosiddetta pulsione di morte.

### Fattori psicologici
A livello emotivo gli ambienti in cui i genitori puniscono i figli o li feriscono possono generare nella persona una mancanza di fiducia e difficoltà a provare emozioni con il rispettivo aumento dell'autolesionismo. Altri fattori che possono indurre all'autolesionismo sono abusi durante l'infanzia, la guerra e la povertà. Inoltre il 30% circa degli individui che soffrono di autismo a un certo punto sfociano nell'autolesionismo, ad esempio mordendosi la mano, battendo la testa, tagliando la pelle. Autori moderni hanno aperto alcuni dibattiti per discutere del fatto che l'autolesionismo può nascondere degli scopi psicologici: è stato dimostrato che alcuni individui usano l'autolesionismo per vivere abusi o traumi passati che non erano sotto il loro controllo. L'autolesionismo, quindi, può essere un modo per riavere il controllo sulla propria vita e riprendere la propria autonomia.

### Genetica
La sindrome di Lesch-Nyhan è una rara malattia genetica la cui caratteristica più particolare è il verificarsi di episodi di autolesionismo, come mordersi e sbattere la testa. La propria condizione genetica può contribuire al rischio di sviluppare altre condizioni psicologiche, come ansia o depressione, che a loro volta potrebbero portare a comportamenti auto-lesivi. Tuttavia, il legame tra genetica e autolesionismo in pazienti altrimenti sani è in gran parte non dimostrato.

### Abuso di sostanze
L'abuso di sostanze, la dipendenza e l'astinenza sono associati con l'autolesionismo. Dipendenza da benzodiazepine o riduzione delle benzodiazepine si presenta soprattutto nei giovani. Un altro fattore di rischio da non sottovalutare è l'abuso di alcool. Al pronto soccorso dell'Irlanda del Nord si è visto come l'alcool è uno dei tanti modi con cui si presenta l'autolesionismo nel 63,8% dei casi. In Inghilterra e Norvegia sono stati fatti alcuni studi per capire l'effettivo legame tra l'assunzione di cannabis e l'autolesionismo; essi hanno evidenziato che nei giovani adolescenti non è un alto fattore di rischio. Una più recente meta-analisi, che prende in considerazione il complesso della letteratura inerente all'associazione tra consumo di cannabis e autolesionismo, ha definito l'entità di tale associazione, che si presenta significativa sia a livello cross-sectional (odds ratio=1,569, 95% confidence interval [1,167–2,108]) sia a livello longitudinale (odds ratio=2,569, 95% confidence interval [2,207–3,256]), evidenziando inoltre come l'uso cronico della sostanza, la presenza di sintomi depressivi o di disturbi mentali pregressi possano incrementare ulteriormente il rischio di commettere atti autolesivi.

## Fisiopatologia

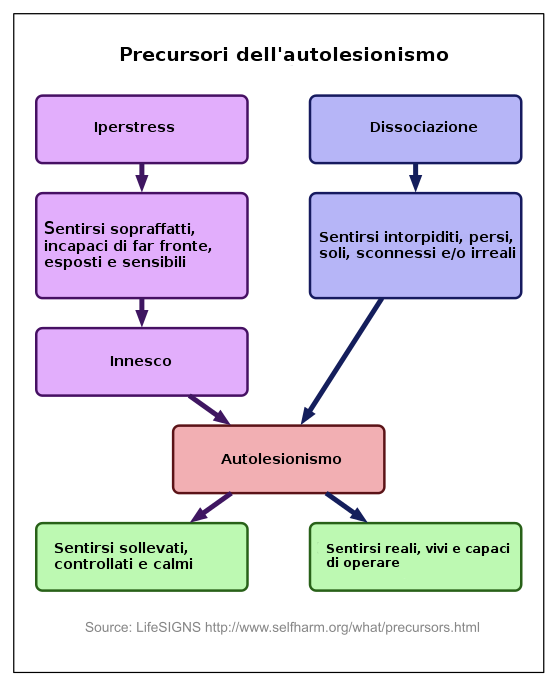
Diagramma di flusso che mostra le due teorie dell'autolesionismo

L'autolesionismo non è un comportamento tipicamente collegato al suicidio anche se molte volte il danneggiamento del corpo può portare alla morte. L'autolesionismo, a volte senza che l'individuo ne sia consapevole, diventa spesso una risposta al lancinante dolore emotivo che non può essere risolto in altri modi. Le ragioni per cui si pratica l'autolesionismo sono varie in quanto esso serve per soddisfare funzioni diverse. Talvolta l'autolesionismo fornisce, a chi lo pratica, temporaneo sollievo da stress, ansia, depressione, senso di fallimento e disgusto per sé stessi. L'autolesionismo diventa, soprattutto nei soggetti vittime di abusi, un modo per controllare il dolore in contrasto con il dolore che si è provato in precedenza. Talvolta però i motivi per cui si pratica l'autolesionismo non hanno niente a che vedere con la medicina come dimostra questo esempio:
Lo studio britannico ONS ha trovato solo due motivi per cui si pratica l'autolesionismo: rabbia verso sé stessi e ricerca di attenzioni. Per alcune persone danneggiare sé stessi può essere un modo per ricevere attenzioni dagli altri o di chiedere in modo indiretto aiuto, ma può essere anche un modo per manipolare gli altri. Tuttavia le persone croniche non ricercano attenzioni e perciò nascondono le cicatrici che si sono procurati.
Per molte persone l'autolesionismo diventa un modo per "scappare" o dissociarsi, separando la mente dai sentimenti d'angoscia che provano. Ciò si verifica facendo credere alla mente che la sofferenza attuale che si percepisce è causata dall'autolesionismo e non dai problemi reali, preesistenti: il dolore fisico diventa quindi un modo per distrarsi da quello emotivo. Per completare questa teoria si può dire che dietro l'autolesionismo c'è il bisogno di "fermare" il dolore emotivo, una sensazione d'inquietudine o un'agitazione mentale.
"Una persona può essere ipersensibile e sopraffatta; molti pensieri brulicano nella sua mente ed egli può così decidere di fermare questi sentimenti oppressivi".
Nei soggetti che hanno subito un abuso sessuale possono essere feriti deliberatamente gli organi sessuali come un modo per affrontare i sentimenti indesiderati legati alla sessualità.
Praticare l'autolesionismo può significare farsi del male e nello stesso tempo provare piacere, derivare da esso sollievo. Per alcuni tagliarsi può essere abbastanza problematico ma alla fine decidono di farlo lo stesso proprio perché pensano a quello che possono ottenere dopo. Questo sollievo per alcuni è psicologico; in altri esso è generato da endorfine beta rilasciate nel cervello. Le endorfine sono gli oppioidi endogeni che vengono rilasciate dopo una lesione fisica, agiscono come un antidolorifico naturale, inducono piacere e riducono lo stress emotivo e la tensione. Alcuni autolesionisti dicono di non provare nessun dolore mentre si feriscono; altri, invece, lo usano per provare piacere.
Al contrario, farsi del male significa per altri provare qualcosa, anche se la sensazione è dolorosa e per niente piacevole. Queste persone manifestano sensazioni di vuoto e intorpidimento (anedonia) e perciò il dolore fisico può essere un modo per provare sollievo.

## Trattamento
Si è molto incerti su quali trattamenti psicosociali e fisici siano utili per i soggetti che praticano l'autolesionismo; perciò sono necessari ulteriori studi clinici. In queste persone sono comuni disturbi psichiatrici e della personalità; di conseguenza si può supporre che l'autolesionismo sia indotto da depressione e/o altri problemi psicologici. Se l'autolesionismo è indotto da una grave o moderata depressione clinica gli antidepressivi possono essere un'ottima soluzione. La psicoterapia cognitivo-comportamentale può essere utilizzata per i soggetti con problemi di depressione, disturbo bipolare, schizofrenia. Invece la terapia dialettico comportamentale può essere efficace per individui che soffrono di malattie mentali o che hanno un disturbo della personalità.

### Terapia
Non esiste un trattamento ben definito per il comportamento autoaggressivo nei bambini o negli adolescenti. La terapia cognitivo comportamentale può essere utilizzata anche per aiutare coloro con diagnosi di Asse I, come depressione, schizofrenia e disturbo bipolare. La terapia dialettico comportamentale (TDC) può avere successo in coloro che presentano un disturbo di personalità e potrebbe potenzialmente essere usata in quelli che hanno altri disturbi mentali che manifestano comportamenti auto-lesivi. La diagnosi e il trattamento delle cause di autolesionismo sono considerate da molti l'approccio migliore per trattare l'autolesionismo, ma in alcuni casi, in particolare nelle persone con disturbo della personalità, ciò non risulta abbastanza efficace, quindi sempre più specialisti medici considerano l'approccio con la TDC finalizzato a ridurre i comportamenti auto-lesivi. I pazienti che compiono abitualmente atti di autolesionismo talvolta vengono ricoverati in ospedale, in base alla loro stabilità, alle loro capacità e soprattutto alla loro disponibilità a ricevere aiuto.
Negli adolescenti la terapia multisistemica sembra essere promettente. Trattamenti come la terapia cognitivo comportamentale, l'intervento familiare, la terapia interpersonale e varie terapie psicodinamiche si sono dimostrate efficaci nel trattamento del comportamento autoaggressivo nei bambini e negli adolescenti. La farmacoterapia non è stata testata come trattamento per adolescenti che si autolesionano.
Una meta-analisi ha evidenziato che la terapia psicologica è efficace nel ridurre l'autolesionismo. La percentuale di adolescenti che ricorre all'autolesionismo durante il periodo di follow-up risulta inferiore nei gruppi di intervento (28%) rispetto ai controlli (33%). Le terapie psicologiche con i risultati migliori sono state la terapia dialettico comportamentale, la terapia cognitivo comportamentale e il trattamento basato sulla mentalizzazione.
Negli individui con disabilità dello sviluppo, si è dimostrato che l'insorgenza di autolesionismo è spesso correlata ai suoi effetti sull'ambiente, come ottenere l'attenzione o fuggire alle richieste. Poiché gli individui con disabilità dello sviluppo spesso hanno deficit comunicativi o sociali, l'autolesionismo può essere il loro modo di esprimersi e di ottenere ciò che altrimenti non riescono a ottenere nel modo socialmente appropriato. Quindi, un approccio per trattare l'autolesionismo consiste nell'insegnare una risposta alternativa e appropriata che ottenga lo stesso risultato che si voleva ottenere tramite gli atti auto-lesivi.

### Tecniche di elusione
Convincere il paziente a intraprendere comportamenti alternativi all'autolesionismo è un metodo comportamentale efficace che viene usato per trattare questa condizione. Le tecniche, mirate a tenersi occupati, possono includere lo scrivere un diario, fare una passeggiata, svolgere attività sportive o stare con gli amici, quando si sente il bisogno di farsi del male. Anche la rimozione degli oggetti utilizzati per compiere tali atti può essere utile al fine di resistere agli impulsi autolesionistici. La disponibilità di un contatto di emergenza con i servizi di consulenza, in caso di insorgenza di un impulso autolesionista, può anche contribuire a prevenire il fatto. Il ricorso a metodi alternativi e più sicuri di autolesionismo che non portano a danni permanenti, ad esempio lo schiocco di un elastico al polso, possono anche aiutare a calmare la voglia. L'uso del biofeedback può aiutare ad aumentare l'autoconsapevolezza di particolari stati mentali o stati d'animo che precedono il comportamento autolesionista, aiutando così ad identificare le tecniche per evitare quelle situazioni che conducano al compiere tali atti. Qualsiasi strategia comportamentale o di coping deve essere appropriata alla motivazione e al motivo che il paziente ha per farsi del male.

## Società e cultura

Il fiocco arancione, simbolo della giornata della consapevolezza dell'autolesionismo

L'autolesionismo è conosciuto per esser stato un rituale ripetitivo praticato da culture come quella dell'antica civiltà Maya nella quale i sacerdoti praticavano auto-sacrifici tagliando e perforando i loro corpi in modo tale da prelevare sangue. Nella Bibbia ebraica si trova un riferimento ai sacerdoti di Baal che "si tagliavano con lame fino a che il sangue non scorreva". Tuttavia, nel giudaismo tali pratiche sono proibite dalla legge di Mosè.
L'autolesionismo è anche praticato dai sadhu e dagli asceti indù, nel cattolicesimo come mortificazione della carne, nell'antica Cananea come rituali di lutto e sono descritti nelle tavolette Shamra Ras; e nell'annuale rituale sciita di autoflagellazione, utilizzando catene e spade, che si svolge durante l'Ashura dove la setta sciita piange il martirio di Imam Hussein.

### Consapevolezza dell'autolesionismo
Ci sono molti movimenti tra le varie comunità che si occupano di questo problema per sensibilizzare i professionisti e il pubblico in generale. Per esempio ogni 1º di marzo si svolge la giornata globale "Self-injury Awareness Day" (SIAD) per rendere più consapevoli le persone riguardo l'autolesionismo. Molte persone indossano per l'occasione un fiocco arancione simbolo di questa consapevolezza e per incoraggiare gli altri a essere più aperti riguardo al proprio problema con le persone che li circondano e per aumentare la conoscenza generale.

## Negli animali
L'automutilazione negli altri mammiferi è una realtà consolidata, anche se non è un fenomeno largamente conosciuto e il suo studio in zoo e laboratori potrebbe portare a una migliore comprensione dell'autolesionismo negli esseri umani. Gli zoo di allevamento, laboratori e isolazione sono fattori importanti perché conducono a un aumento della suscettibilità e dell'autolesionismo nei mammiferi più grandi ad esempio macachi. I mammiferi più piccoli invece sono soliti mutilare sé stessi in laboratorio dopo la somministrazione di farmaci. Per esempio pemolina, la clonidina, anfetamine, e dosi molto elevate (tossiche) di caffeina o teofillina sono sostanze note perché inducono l'animale a praticare l'autolesionismo. Nei cani, il disturbo canino ossessivo-compulsivo può portare all'autolesionismo, per esempio procurandosi una dermatite da leccamento. È noto che talvolta gli uccelli in cattività si strappano le piume, causando danni che possono variare dal danneggiamento di alcune di esse alla rimozione di molte o tutte le piume raggiungibili dall'animale, oppure alla mutilazione della pelle o del tessuto muscolare.